# Osiek (gmina Solec Kujawski)
Osiek – osada leśna w Polsce, położona w województwie kujawsko-pomorskim, w powiecie bydgoskim, w gminie Solec Kujawski.
W latach 1975–1998 miejscowość należała administracyjnie do województwa bydgoskiego.